# Pteraeolidia
Genre
Pteraeolidia est un genre de mollusques nudibranches de la famille des Facelinidae.

## Liste d'espèces
Selon World Register of Marine Species (28 octobre 2017) :
- Pteraeolidia ianthina (Angas, 1864) -- Sud-Est de l'Australie
- Pteraeolidia semperi (Bergh, 1870) -- Indo-Pacifique tropical
- Pteraeolidia scolopendrella (Risbec, 1928) -- Indo-Pacifique (statut discuté)[2]

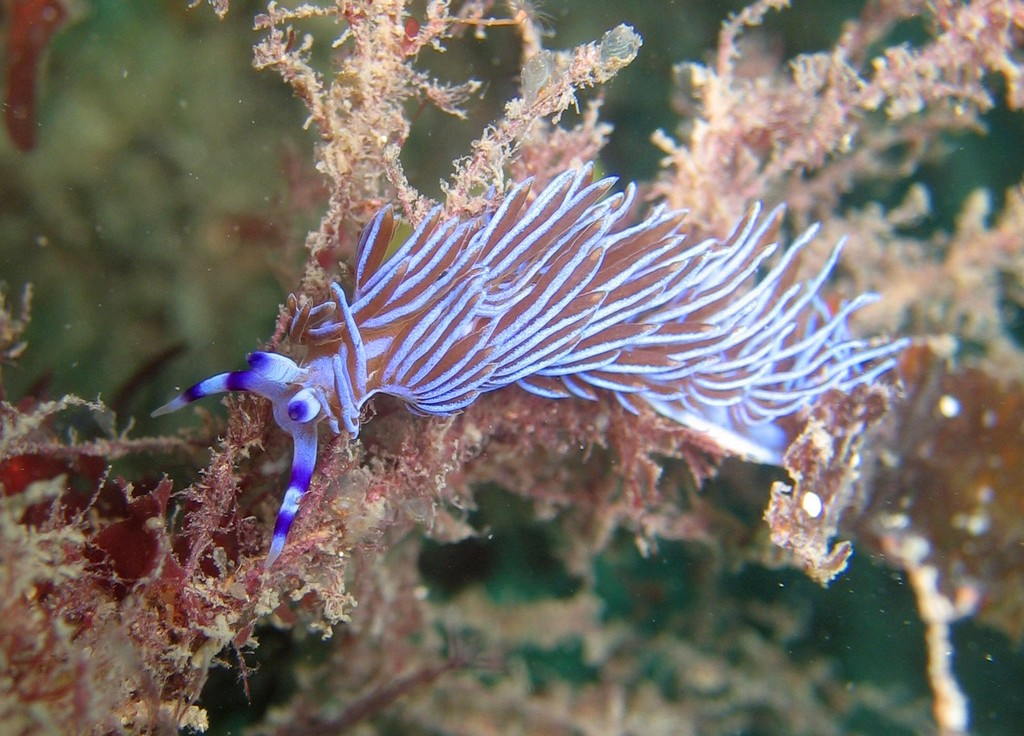
Pteraeolidia ianthina.
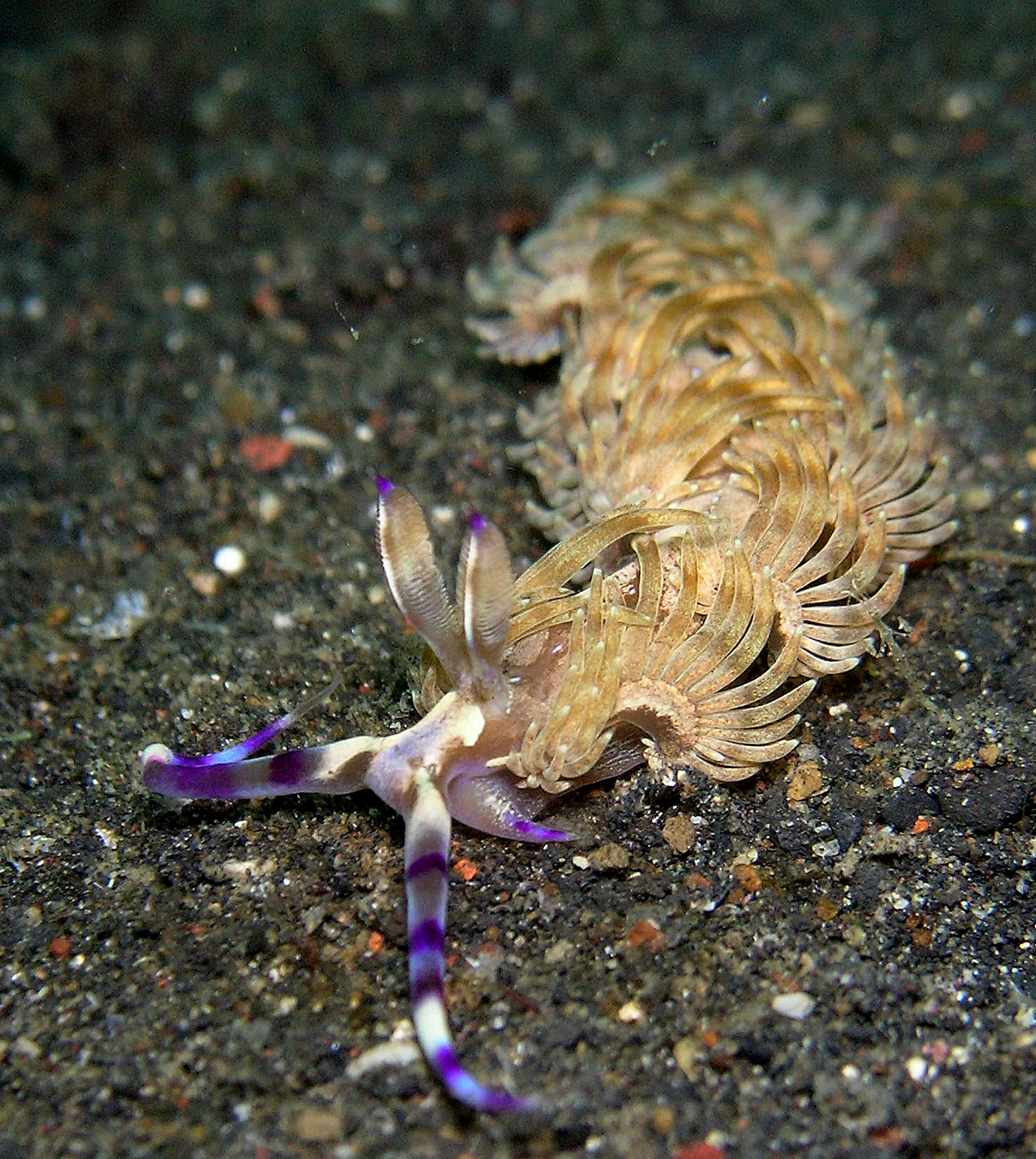
Pteraeolidia semperi.